# 華懋公寓

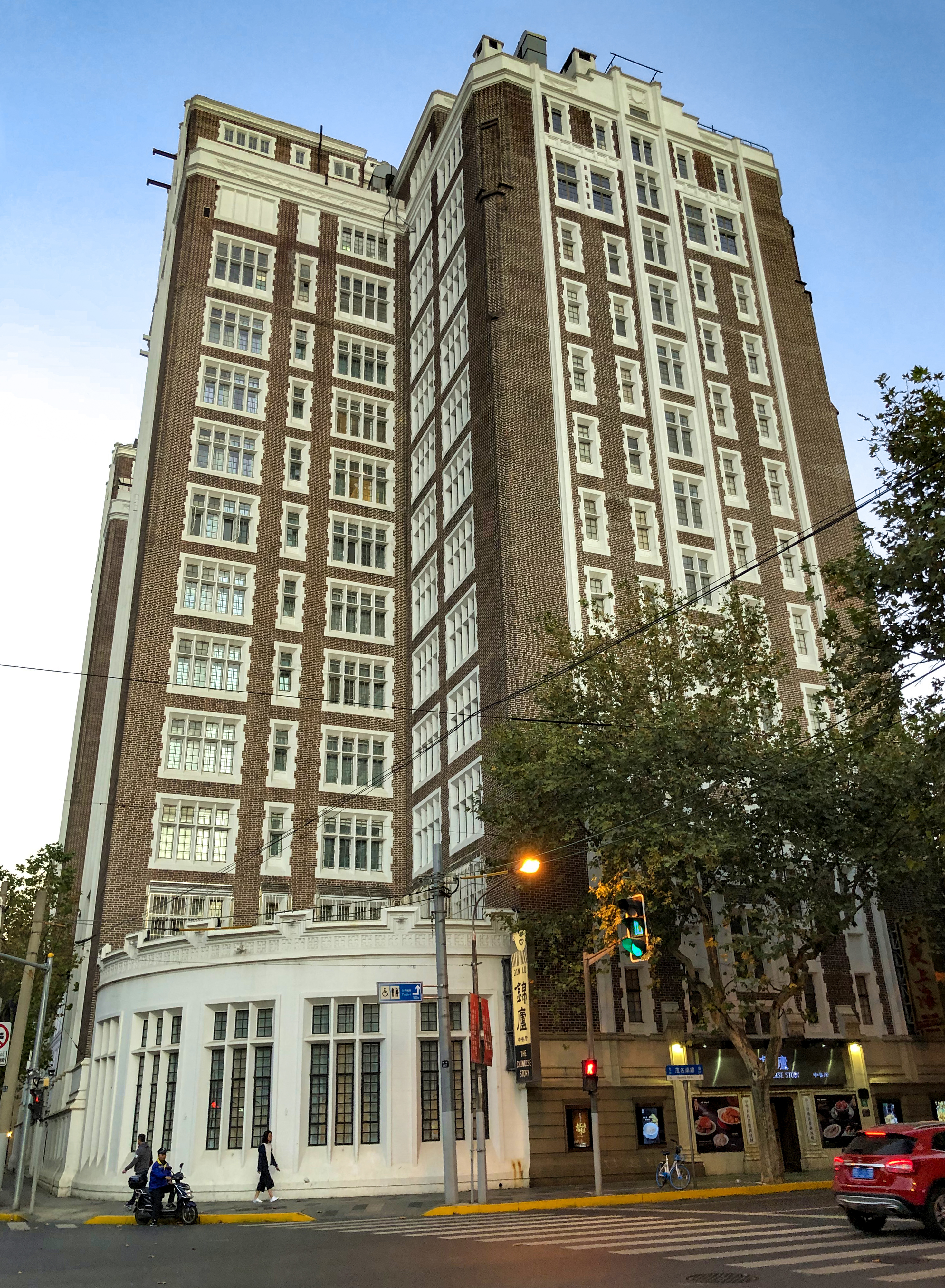
華懋公寓

華懋公寓（かぼうこうぐう）、英語名はキャセイ・マンション（Cathay Mansion）は、上海市黄浦区にある建築である。この建築はニュー・サスーンが上海フランス租界の中心部に建設した高級マンションである。1929年に竣工し、竣工当時は上海の最も高いビルだった。
華懋公寓は1951年に錦江飯店に改名され、中華人民共和国建国後、上海初の国賓館に生まれ変わった。1989年，華懋公寓が上海市文物保護単位、および上海市優秀歴史建築に入選した。